# Delonix pumila
Delonix pumila – gatunek wianowłostki z rodziny bobowatych (Fabaceae) z podrodziny brezylkowych (Caesalpinioideae). Występuje na Madagaskarze, ograniczając się do niewielkiego obszaru wokół Toliary.
Rośnie na wysokości do 160 m n.p.m. w obrębie kserofitycznych zarośli

## Morfologia
Drzewo osiągające do 3 m wysokości. Pień gładki, spuchnięty, osiągający do 40 cm średnicy. Kwiaty mają białe płatki i długie, ciemne pręciki. Kielich jest zielony, białawy w środku.

## Ochrona i zagrożenia
Według Czerwonej Księgi jest gatunkiem zagrożonym. Jego siedlisko jest podatne na pożary i nie podlega ochronie. Jest degradowane przez wypas zwierząt gospodarskich, zbieranie drewna opałowego, produkcję węgla drzewnego, selektywne wyręby i ekspansję rolniczą.

## Zastosowania
Roślina uprawiana jest jako ozdobna.